# Celestus occiduus
Celestus occiduus — вид веретільницеподібних ящірок родини Diploglossidae. Ендемік Ямайки.

## Поширення та екологія
Celestus occiduus жили на болотах і в заболочених лісах в гирлі Блек на заході Ямайки. Востаннє вони спостерігалися в середині 19 століття.

## Збереження
МСОП класифікує цей вид як такий, що перебуває на межі зникнення, однак імовірно вимерлого. Якщо популяція Celestus occiduus і збереглася, то вона, ймовірно, становитиме менше 40 особин. Причиною зникнення цього виду є знищення природного середовища та хижацтво з боку інтродукованих тварин, зокрема малих індійських мангустів.